# Асгар, Мудассар
Мудассар Асгар Саед (англ. Mudassar Asghar Saeed, 18 октября 1947) — пакистанский хоккеист (хоккей на траве), нападающий. Серебряный призёр летних Олимпийских игр 1972 года, бронзовый призёр летних Олимпийских игр 1976 года.

## Биография
Мудассар Асгар родился 18 октября 1947 года.
В 1972 году вошёл в состав сборной Пакистана по хоккею на траве на Олимпийских играх в Мюнхене и завоевал серебряную медаль. Играл на позиции нападающего, провёл 8 матчей, забил 1 мяч в ворота сборной Уганды.
В 1976 году вошёл в состав сборной Пакистана по хоккею на траве на Олимпийских играх в Монреале и завоевал бронзовую медаль. Играл на позиции нападающего, провёл 3 матча, мячей не забивал.
В 1967—1976 годах провёл за сборную Пакистана 21 матч, забил 5 мячей.